# Аварски језик (кавкаски)
Аварски језик (  — „планински језик” или авар мацӏ (avar maⱬ) ; кавкаскоаварски језик), аварско-андијски је језик који припада групи аварско-андијско-дидојској групи језика који припадају породици сјевероисточнокавкаских језика.

## Географска распрострањеност
Аварски језик се говори углавном у западним и јужним дјеловима руске кавкаске Републике Дагестан и балакенском и закаталском региону на простору сјеверозападног Азербејџана. Неки Авари живе у другим регионима Русије. Постоје и мале заједнице говорника који живе у руским републикама у Чеченији и Калмикији, у Грузији, Казахстану, Украјини, Јордану и регији Мармара у Турској. По подацима из 2010. године аварски језик говори око 766.000 припадника овог народа широм свијета. УНЕСКО класификује аварски језик као језик који је на изумирању.

## Фонологија
|                      |                      | Уснени | Зубни  | Зубни    | Надзубни            | Надзубни            | Надзубни | Надзубни | Предњонепчани | Задњонепчани | Задњонепчани | Уваларни | Уваларни | Фарингеални консонант | Глотални консонат |
| central              | central              | Уснени | Зубни  | Зубни    | Латерални сугласник | Латерални сугласник |          |          | Предњонепчани | Задњонепчани | Задњонепчани | Уваларни | Уваларни | Фарингеални консонант | Глотални консонат |
| звучни               | звучни и безвучни    | Уснени | звучни | безвучни | звучни              | безвучни            | звучни   | безвучни | Предњонепчани | звучни       | безвучни     |          |          | Фарингеални консонант | Глотални консонат |
| -------------------- | -------------------- | ------ | ------ | -------- | ------------------- | ------------------- | -------- | -------- | ------------- | ------------ | ------------ | -------- | -------- | --------------------- | ----------------- |
| Назални              |                      |        |        |          |                     |                     |          |          |               |              |              |          |          |                       |                   |
| Праскави сугласник   | глас                 |        |        |          |                     |                     |          |          |               |              |              |          |          |                       |                   |
| Праскави сугласник   | звучни               |        |        |          |                     |                     |          |          |               |              |              |          |          |                       |                   |
| Праскави сугласник   | Ијективни консонанти |        |        |          |                     |                     |          |          |               |              |              |          |          |                       |                   |
| Афркатски сугласник  | безвучни             |        |        |          |                     |                     |          |          |               |              |              |          |          |                       |                   |
| Афркатски сугласник  | Ијективни консонанти |        |        |          |                     |                     |          |          |               |              |              |          |          |                       |                   |
| Фрактивни консонанти | безвучни             |        |        |          |                     |                     |          |          |               |              |              |          |          |                       |                   |
| Фрактивни консонанти | Глас                 |        |        |          |                     |                     |          |          |               |              |              |          |          |                       |                   |
| Трепетави консонанти |                      |        |        |          |                     |                     |          |          |               |              |              |          |          |                       |                   |
| Приближни сугласници |                      |        |        |          |                     |                     |          |          |               |              |              |          |          |                       |                   |

## Писани језик
Аварски језик је написан прије 15. вијека на старој грузијској абецеди. Од 17. вијека па надаље писано је на арапском писму познатом као „ајам”, који је и данас познат. Совјетске ре-образовне политике 1928. године ајамски писани језик је замијењен латиницом, која је 1938. године замијењена тренутном ћирилицом. У суштини, то је руска абецеда плус једно додатно слово названо палохка (знак, Ӏ). Пошто се то слово не може откуцати са заједничким распоредом тастатуре, често се замењује главним латиничним словом I, малим латиничним словом I или цифром 1.

## Ортографија (правопис)
Аварски језик се обично пише на ћириличном писму. На табели испод текста су абецедна слова (са њиховим изговором у ИПА транскрипцији).
| А а /a/          | Б б /b/    | В в /w/         | Г г /ɡ/     | Гъ гъ /ʁ/        | Гь гь /h/   | ГӀ гӏ /ʕ/   | Д д /d/        |
| Е е /e/, /je/    | Ё ё /jo/   | Ж ж /ʒ/         | З з /z/     | И и /i/          | Й й /j/     | К к /k/     | Къ къ /q͡χːʼ/   |
| Кь кь /t͡ɬːʼ/     | КӀ кӏ /kʼ/ | КӀкӏ кӏкӏ /kːʼ/ | Кк кк /kː/  | Л л /l/          | ЛӀ лӏ /t͡ɬː/ | Лъ лъ /ɬ/   | Лълъ лълъ /ɬː/ |
| М м /m/          | Н н /n/    | О о /o/         | П п /p/     | Р р /r/          | С с /s/     | Сс сс /sː/  | Т т /t/        |
| ТӀ тӏ /tʼ/       | У у /u/    | Ф ф /f/         | Х х /χ/     | Хх хх /χː/       | Хъ хъ /q͡χː/ | Хь хь /x/   | Хьхь хьхь /xː/ |
| ХӀ хӏ /ħ/        | Ц ц /t͡s/   | Цц цц /t͡sː/     | ЦӀ цӏ /t͡sʼ/ | ЦӀцӏ цӏцӏ /t͡sːʼ/ | Ч ч /t͡ʃ/    | Чч чч /t͡ʃː/ | ЧӀ чӏ /t͡ʃʼ/    |
| ЧӀчӏ чӏчӏ /t͡ʃːʼ/ | Ш ш /ʃ/    | Щ щ /ʃː/        | Ъ ъ /ʔ/     | Ы ы /ɨ/          | Ь ь         | Э э /e/     | Ю ю /ju/       |
| Я я /ja/         |            |                 |             |                  |             |             |                |

## Историја
Аварски језик је књижевни језик заснован на болмацу (bolmac -бо = „армија” или „држава”, и мац' = „језик”). Ријеч је о заједничком језику који се користи између говорника различитих дијалеката и језика. Болмац је, углавном, изведен из дијалекта хунзах, главног и културног центра аварског региона, уз одређени утицај са јужних дијалеката. Данас литерарни језик утиче на дијалекте, тако што регилиише разлике између језика и дијалеката.
Најпознатија личност савремене аварске литературе је Расул Гамзатов који је умро 3. новембра 2003. године, а био је народни пјесник Дагестана. Преводи његових дјела на руски су му дали пратиоце његовог рада широм бившег Совјетског Савеза.

## Примјери
| Српски                 | Аварски                        | Транслитерација              | Ипа                            |
| ---------------------- | ------------------------------ | ---------------------------- | ------------------------------ |
| Здраво!                | Ворчӏами!                      | Vorçami!                     | /wort͡ʃ’ami/                    |
| Како иде?              | Щиб хӏал бугеб?                | Şçib hal bugeb?              | /ʃːib ʜal bugeb/               |
| Како си?               | Иш кин бугеб?                  | İş kin bugeb?                | /iʃ kin bugeb/                 |
| Како се зовеш?         | Дуда цӏар щиб?                 | Duda tsar sçib?              | /duda t͡s’ar ʃːib/              |
| Колико имаш година?    | Дур чан сон бугеб?             | Dur çan son bugeb?           | /dur t͡ʃan son bugeb/           |
| Гдје идеш?             | Мун киве ина вугев?            | Mun kive ina vugev?          | /mun kiwe ina wugew/           |
| Извини!                | Тӏаса лъугьа!                  | Tasa luga!                   | /t’asa ɬuha/                   |
| Гдје иде мали дјечак?  | Киве гьитӏинав вас унев вугев? | Kive git inav vas unev vugev | /kiwe hit’inaw was unew wugew/ |
| Дјечак је сломио боцу. | Васас шиша бекана.             | Wasas şişa bekana..          | /wasas ʃiʃa bekana/            |
| Они праве пут.         | Гьез нух бале (гьабулеб) буго. | Ğez nuh bale(ğabuleb) bugo.  | /hez nuχ bale (habuleb) bugo/  |